# Liste von Persönlichkeiten der Bergischen Universität Wuppertal
Die folgende Liste von Persönlichkeiten enthält Personen, die im Zusammenhang mit der Bergischen Universität in Wuppertal stehen. Damit sind ehemalige und gegenwärtige Angehörige der Universität gemeint, die hier studiert, promoviert oder einen Lehrauftrag hatten und haben sowie wissenschaftliche Mitarbeiter.
Die Liste erhebt keinen Anspruch auf Vollständigkeit.

## Listen

### Rektoren der Bergischen Universität
Folgende Liste enthält die Rektoren der Universität:
- 1972–1983: Rainer Gruenter (1918–1993)[2]
- 1983–1987: Josef M. Häußling (1923–2012)[3]
- 1987–1991: Siegfried Maser (1938–2016)
- 1991–1999: Erich Hödl (* 1940)
- 1999–2008: Volker Ronge (* 1943)
- 2008–2022: Lambert T. Koch (* 1965)
- 2022–0000: Birgitta Wolff (* 1965)

### Kanzler der Bergischen Universität
- 1972–2001: Klaus Peters (1936–2024)[4]
- 2001–2009: Hans-Joachim von Buchka (* 1948)
- 2009–2023: Roland Kischkel (* 1959)[5]
- 2023–0000: Ursula Löffler (* 1970)[6]

### Ehrenbürger der Bergischen Universität
Die Universität verleiht die Ehrenbürgerwürde einer Universität.
- 1976 – Gustav Adolf Baum (1914–2004), Kunstsammler und Mäzen
- 1976 – Stella Baum (1921–2006), Autorin, Kunstsammlerin und Mäzenin
- 1976 – Erich Mittelsten Scheid (1907–1993), Wuppertaler Unternehmer
- 1982 – Gottfried Gurland (1918–2002), Oberbürgermeister Wuppertals
- 1986 – Ingrid Henkels (1931–2025), frühere Vorsitzende der Freundegesellschaft der Universität
- 1995 – Reinhard Grätz (* 1940), ehemaliger Landtagsabgeordneter und derzeitiger Vorsitzender des WDR-Rundfunkrats
- 1995 – Jörg Mittelsten Scheid (* 1936), Wuppertaler Unternehmer
- 2000 – Bernhard Boll (* 1946), Solinger Zeitungsverleger (Solinger Tageblatt)
- 2000 – Wolfgang Pütz (* 1940), Remscheider Zeitungsverleger (Remscheider General-Anzeiger)
- 2008 – Friedhelm Sträter (1950–2021), Solinger Unternehmer und Präsident der IHK Wuppertal-Solingen-Remscheid
- 2010 – Peter Jung (* 1955), Oberbürgermeister Wuppertals
- 2012 – Klaus Peters (1936–2024), Kanzler der Bergischen Universität (1972 bis 2001)[4]
- 2024 – Gunther Wölfges (* 1959), ehemaliger Vorstandsvorsitzender der Stadtsparkasse Wuppertal[8]

### Ehrendoktor der Bergischen Universität
Ehrenpromotionen der Fakultäten seit 1978:

#### Ehrenpromotionen der Fakultät für Geistes- und Kulturwissenschaften
- 1999 – Ulrich Schreiber (1936–2007), Musik- und Theaterkritiker sowie Autor (Sprach- und Literaturwissenschaft)
- 2001 – Loriot, bürgerlich Bernhard-Viktor Christoph Carl von Bülow (1923–2011), Humorist, Zeichner, Autor, Schauspieler und Regisseur (Germanistik)
- 2009 – Dieter Vieweger (* 1958), Theologe und Archäologe (Theologie)
- 2017 – Ernesto Cardenal (1925–2020), Dichter und ehemaliger Kulturminister von Nicaragua (Romanistik)[9]
- 2018 – Hermann Schulz (* 1938), Schriftsteller und Verleger[10]

#### Ehrenpromotionen der Fakultät für Human- und Sozialwissenschaften
- 1978 – Fritz Bärmann (1913–2010), Pädagoge (Pädagogik)
- 1987 – Albert Krebs (1897–1992), Sozialpädagoge (Sozialwissenschaften)
- 1990 – Ilse Lichtenstein-Rother (1917–1991), Grundschulpädagogin (Pädagogik)
- 2008 – Heinz Hundeloh (Sportwissenschaft)

#### Ehrenpromotionen der Fakultät für Wirtschaftswissenschaft – Schumpeter School of Business and Economics
- 1999 – Jörg Mittelsten Scheid (* 1936), Unternehmer (Wirtschaftswissenschaft)
- 2001 – Wolfgang Ballwieser (* 1948), Ökonom (Wirtschaftswissenschaft)
- 2006 – Josef Beutelmann (* 1949), Betriebswirt und Aufsichtsratsvorsitzender der Barmenia Versicherungen (Wirtschaftswissenschaft)
- 2010 – Peter H. Vaupel (* 1949), Betriebswirt und Vorsitzender des Vorstandes der Stadtsparkasse Wuppertal (Wirtschaftswissenschaft)
- 2019 – Heinz D. Kurz (* 1946), Ökonom (Wirtschaftswissenschaft)
- 2023 – Heinz Schmersal, Geschäftsführender Gesellschafter der Schmersal-Gruppe mit Hauptsitz in Wuppertal[11]

#### Ehrenpromotionen der Fakultät für Mathematik und Naturwissenschaften
- 1985 – Ernst Schraufstätter (Chemie)
- 1987 – Friedrich Hirzebruch (1927–2012), Mathematiker (Mathematik)

#### Ehrenpromotionen der Fakultät für Architektur und Bauingenieurwesen
- 1987 – Helmut Maak (1930–2022), Bau- und Eisenbahningenieur und Hochschullehrer (Bauingenieurwesen)
- 1999 – Rudolf Schuster (* 1934), slowakischer Politiker, Staatspräsident der Slowakei (Bauingenieurwesen)
- 2006 – Vallam Sundar (* 1953), (Bauingenieurwesen)
- 2008 – Harry Hondius, belgischer Verkehrsingenieur (Bauingenieurwesen)
- 2011 – Wolfgang R. Bays, Ökonom (Bauingenieurwesen)[12]

#### Ehrenpromotionen der Fakultät für Elektrotechnik, Informationstechnik und Medientechnik
- 1993 – Gerhard Wunsch (1924–2020), Professor für Elektrotechnik (Elektrotechnik)
- 1998 – Helmut Schönfelder (1926–2018) (Elektrotechnik)
- 2008 – Alexander Tsyganenko (Druck- u. Medientechnik)
- 2009 – Ranga Yogeshwar (* 1959), Redakteur und Moderator beim Westdeutschen Rundfunk (Elektrotechnik)

#### Ehrenpromotionen der Fakultät für Maschinenbau und Sicherheitstechnik
- 1984 – Hans-Hermann Eberstein (Sicherheitstechnik)
- 2000 – Klaus Schneider (* 1940) (Sicherheitstechnik)
- 2002 – Juraj Sinay (Sicherheitstechnik)

#### Ehrenpromotionen der Fakultät für Design und Kunst
- 1987 – Rudolf Augstein (1923–2002), Journalist, Verleger, Publizist und Politiker

### Ehrensenator der Bergischen Universität
Die Ehrensenatorwürde von der Bergischen Universität bisher (Stand Mai 2018) zweimal vergeben:
- 1989 – Johannes Rau (1931–2006), Ministerpräsident von Nordrhein-Westfalen, Bundespräsident von Deutschland
- 1993 – Rainer Gruenter (1918–1993), Gründungsrektor der Bergischen Universität

### Ehrenmedaille der Bergischen Universität
Die Ehrenmedaille wird vom Rektorat an Mitglieder, Freunde und Unterstützer der Hochschule vergeben, die sich in ganz besonderem Maße um die Universität verdient gemacht haben. Sie wurde bisher dreimal vergeben:
- 2016 – Gerd Scholz (* 1935), langjähriger Vorsitzender der „Zentralen Qualitätsverbesserungskommission“ sowie Vorsitzender des Verwaltungsrates des Hochschul-Sozialwerks[13]
- 2016 – Christoph Spengler (* 1969), Leiter des Uni-Chor und -Orchester[14]
- 2019 – Johannes Köbberling (* 1940), langjähriger Vorstandsvorsitzender der Freunde und Alumni der Bergischen Universität[15]

### Rudolf-Carnap-Senior-Professor
Die Universität verleiht die Ehrenbezeichnung „Rudolf-Carnap-Senior-Professor“, benannt nach Rudolf Carnap, an Hochschullehrer, die während ihrer Dienstzeit das Profil der Universität in besonderem Maße geprägt haben und bereit sind, sich auch im Anschluss noch in fachübergreifende Forschungs- und Internationalisierungsprojekte einzubringen.
- 2010 – Franz Knipping (* 1944), Historiker
- 2013 – Horst Weishaupt (* 1947), Bildungsforscher
- 2016 – Heinz Sünker (* 1948), Sozialpädagoge
- 2018 – Michael Tausch (* 1949), Chemiedidaktiker
- 2019 – Doris Bühler-Niederberger (* 1950), Soziologin[16]
- 2021 – Hans J. Lietzmann (* 1952), Politikwissenschaftler
- 2023 – Ullrich Scherf, Chemiker[17]

### Professoren
(Auswahl)
Die Hochschule beschäftigt 269 Professoren (Stand: 2025). Bekannte Personen, die in Wuppertal gelehrt haben, sind:

#### A
- Albrecht Ade (* 1932), Gründungsdirektor der Filmakademie Baden-Württemberg
- Karl Albert (1921–2008), Philosoph
- Gerd Aretz (1930–2009), Graphiker
- Gerhard Arminger (* 1949), Wirtschaftswissenschaftler
- Christoph Asendorf (* 1955), Kunstwissenschaftler

#### B
- Michael Badura (* 1938), Maler
- Manfred Baum (* 1939), Professor für Philosophie
- Wolfgang Baumann (* 1948), Rechtswissenschaftler, Autor
- Winfried Bausback (* 1965), Politiker
- Karl-Heinz Becker (* 1935), Physiker, ab 1971 ordentlicher Professor für Physikalische Chemie
- Lutz Becker (* 1957), Wirtschaftswissenschaftler
- Karl-Hermann Beeck (1927–2014), Historiker
- Werner Beile (1941–2023), Anglist, Sprachwissenschaftler und Fremdsprachendidaktiker
- Friedhelm Beiner (1939–2024), Erziehungswissenschaftler
- Thorsten Benter (* 1962), Physikochemiker und Hochschullehrer für Physikalische Chemie
- Hans Bode (1947–2008), Werkstoffwissenschaftler
- Hans Jochen Boecker (1928–2020), protestantischer Theologe
- Michael Böhnke (* 1955), römisch-katholischer Theologe
- Klaus Bongartz (* 1949), Mathematiker
- Walter Borho (* 1945), Mathematiker
- Wolfram Boucsein (1944–2012), Physiologische Psychologie
- Ulrich Braukmann (* 1959), Wirtschaftswissenschaftler
- Gerda Breuer (* 1948), Professorin für Kunst- und Designgeschichte
- Bazon Brock (* 1936), Professor für Ästhetik
- Manfred Brusten (* 1939), Kriminalsoziologe
- Doris Bühler-Niederberger (* 1950), Soziologin
- Claus Bury (* 1946), Bildhauer
- Eugen Busmann (1929–2015), Bildhauer
- Johannes Busmann (* 1961), Professor für Mediendesign und seine Didaktik

#### C
- Rita Casale (* 1968), Philosophin und Pädagogin
- Alf Christophersen (* 1968), evangelischer Theologe

#### D
- Gerhard Deimling (1934–2017), Rechts- und Kriminalsoziologe
- Hermann Deuser (* 1946), evangelischer Theologe
- Klas Diederich (* 1938), Mathematiker
- Claus Jürgen Diederichs (* 1941), Bauingenieur
- Peter Dienel (1923–2006), Theologe und Soziologe
- Siegfried Dietrich (* 1954), Physiker

#### E
- Matthias Ehrhardt (* 1968), Mathematiker
- Armin Eich (* 1965), Althistoriker
- Wolf Erlbruch (1948–2022), Illustrator und Kinderbuchautor
- Hans-Joachim Erwe (1956–2014), Musikpädagoge und Musikwissenschaftler

#### F
- Michael J. Fallgatter (* 1965), Wirtschaftswissenschaftler
- Gerd Faltings (* 1954), Mathematiker und Träger der Fields-Medaille
- Reiner Feldmann (1933–2014), Biologe
- Wolf F. Fischer-Winkelmann (1941–2009), Wirtschaftswissenschaftler
- Willy Fleckhaus (1925–1983), Designer und Journalist
- Horst Franke (* 1949), Jurist
- Eckhard Freise (* 1944), Professor für mittelalterliche Geschichte (auch bekannt durch seinen Auftritt bei der Quizsendung „Wer wird Millionär?“)
- Stefan Freund (* 1969), Altphilologe
- Harald Fritzsch (1943–2022), theoretischer Physiker
- Klaus Fritzsche (* 1946), Mathematiker
- Andreas Frommer (* 1960), Mathematiker

#### G
- Friedrich Glasl (* 1941), Ökonom
- Helmut Goerlich (* 1943), Jurist
- Oliver Grabes (* 1967), Industrial Design
- Heinz Graßhoff (1915–2002), Bauingenieur für Geotechnik
- Susanne Gross (* 1960), Architektin und Stadtplanerin
- Ewald Grothe (* 1961), Historiker
- Michael Günther (* 1967), Mathematiker

#### H
- Roland Hagenbüchle (1932–2008), Amerikanist und Kulturphilosoph
- Gerhard Hanswille (* 1951), Ingenieurwissenschaftler
- Günter Harder (1938–2025), Mathematiker
- Gerald Hartung (* 1963), Philosoph
- Manfred Hassebrauck (* 1953), Sozialpsychologe
- Dieter Heermann (* 1955), Physiker
- Margareta Heilmann (* 1957), Mathematikerin
- Ulrich Heinen, Gestaltungstechnik und Kunstgeschichte
- Klaus Held (1936–2023), Philosoph
- Peter Hennicke (* 1942), Ökonom
- Friedrich Hofmann (1949–2018), Arbeitsmediziner, Professor für Arbeitsphysiologie, Arbeitsmedizin und Infektionsschutz
- Frowald Gil Hüttenmeister (* 1938), Judaist

#### I
- Eberhard Illner (* 1954), Historiker
- Franz Josef In der Smitten (1929–2010), Fernsehtechniker und Professor für Nachrichtentechnik

#### J
- Jürgen Jacobs (1936–2011), Germanist
- Wolfgang Janke (1928–2019), Professor für Philosophie
- Jochen Johrendt (* 1973), Historiker

#### K
- Karl-Heinz Kampert, Physiker
- Tõnis Käo (1940–2016), Industriedesigner
- Andrzej J. Kamiński (1921–1985), Historiker
- Atanas Kareev (1945–2021), Pianist
- Arne Karsten (* 1969), Historiker und Kunsthistoriker
- Günther Kieser (1930–2023), Grafikdesigner
- Rupert Klein (* 1959), Ingenieur, Professor für numerische Strömungsmechanik, Preisträger des Leibnizpreis
- Gisela Kleinlein (* 1955), Künstlerin
- Lambert T. Koch (* 1965), Wirtschaftswissenschaftler
- Ursula Kocher (* 1968), Literaturwissenschaftlerin
- Thomas Koebner (* 1941), Publizist, Germanist und Medienwissenschaftler
- Jan Koemmet (* 1961), Designer
- Heinz Kosok (1934–2025), Anglist
- Lew Sinowjewitsch Kopelew (1912–1997), Germanist und Schriftsteller
- Norbert Koubek (* 1942), Wirtschaftswissenschaftler
- Nenad Kralj (* 1957), Facharzt für Arbeitsmedizin
- Matthias Kreck (* 1947), Mathematiker
- Siegfried Kreuzer (* 1949), evangelischer Theologe
- Joachim Küpper (* 1952), Romanist
- Heinrich Küppers (* 1939), Historiker

#### L
- Karl-Hans Laermann (1929–2024), Baustatiker und Bundesminister für Bildung und Wissenschaft
- Tobias Langner, Wirtschaftswissenschaftler
- Günter Lehder, Professor für Sicherheitstechnik/Arbeitssicherheit
- Waltraud Lehn (* 1947), Politikerin
- Stefanie Lieb (* 1966), Kunst- und Architekturhistorikerin
- Uwe Loesch (* 1943), Professor für visuelle Kommunikation und einer der international bekanntesten deutschen Grafikdesigner

#### M
- Hermann J. Mahlberg (* 1938), Hochschullehrer für Kunsterziehung
- Harald Mante (* 1936), Fotodesigner
- Udo Margedant (* 1942), Politikwissenschaftler
- Matías Martínez (* 1960), Germanist
- Joachim Michael Marzinkowski (* 1949), Chemiker, Professor für Textil- und Umweltchemie
- Siegfried Maser (1938–2016), Philosoph, Mathematiker und Physiker
- Wolfgang Mathis (* 1950), Elektrotechniker, Professor für theoretische Elektrotechnik
- Winfried Matthes (1941–2010), Wirtschaftswissenschaftler
- Christel Meier-Staubach (* 1942), klassische Philologin
- Ernst Mohr, Ingenieur und Raketenbauer
- Dietrich Alexander Möller (1944–2019), Architekt

#### N
- Mihai Nadin (* 1938), Computational Design
- Sighard Neckel (* 1956), Soziologe
- Michael Nelles (* 1966), Wirtschaftswissenschaftler
- Günther van Norden (1928–2018), Historiker

#### O
- Michael Okroy (* 1959), Sozialwissenschaftler
- Anna Oppermann (1940–1993), bildende Künstlerin
- Wolfgang Orth (1944–2017), Althistoriker

#### P
- Karl-Heinz Petzinka (* 1956), Architekt
- Katja Pfeiffer (* 1973), Künstlerin
- Gert Pinkernell (1937–2017), Romanist und Literaturwissenschaftler
- Ute Planert (* 1964), Historikerin
- Uta Poplutz (* 1971), Theologin

#### R
- Michael Rapoport (* 1948), Mathematiker
- Monika Rathert (* 1972), Sprachwissenschaftlerin
- Edward Reichel (* 1940), Romanist
- Sibylle Reinhardt (* 1941), Politikdidaktikerin
- Volker Remmert (* 1966), Mathematikhistoriker
- Ulrike Reutter (* 1961), Verkehrswissenschaftlerin
- Charlotte Röhner (* 1948), Pädagogin
- Heinz Rölleke (1936–2023), Germanist und Erzählforscher
- Volker Ronge (* 1943), Soziologe und Politikwissenschaftler

#### S
- Dorothea Sattler (* 1961), römisch-katholische Theologin, Professorin für Systematische Theologie und Religionspädagogik
- Michael Scheffel (* 1958), Literaturwissenschaftler, Professor für Neuere deutsche Literaturgeschichte und Allgemeine Literaturwissenschaft
- Ullrich Scherf, Makromolekularchemiker
- Peter Scherfer (1945–2008), Romanist und Sprachwissenschaftler
- Ronald Schettkat (* 1954), Wirtschaftswissenschaftler
- Peter Schieberle (* 1951), Lebensmittelchemiker
- Gregor Schiemann (* 1954), Autor und Philosoph
- Diemut Schilling (* 1965), Bildhauerin
- Burghart Schmidt (1942–2022), Philosoph
- Eberhard Schmidt (* 1960), Ingenieur und Professor für Sicherheitstechnik und Umweltschutz
- Uwe Schneidewind (* 1966), Wirtschaftswissenschaftler
- Alexander Schnell (* 1971), Philosoph
- Erhard Scholz (* 1947), Mathematikhistoriker
- Matthias Schönherr (* 1957), Industriedesigner
- Ulrike Schrader (* 1960), Literaturwissenschaftlerin und Historikerin
- Christoph Schubert (* 1970), Altphilologe
- Thomas Söding (* 1956), katholischer Theologe
- Rainer Stamm (* 1967), Kunsthistoriker und Literaturwissenschaftler
- Elisabeth Stein (* 1961), Klassische Philologin, Mediävistin und Latinistin
- Jürg Steiner (* 1950), Architekt, Ausstellungs-, Produkt- und Lichtgestalter, Professor für Messe- und Ausstellungsdesign
- Jürgen Störr (* 1954), Künstler und Filmemacher
- Brunhilde Sonntag (1936–2002), Professorin für Angewandte Musiktheorie
- Tilman Struve (1938–2014), Historiker
- Ulrich Stuhler (* 1946), Mathematiker
- Heinz Sünker (* 1948), Sozialpädagoge

#### T
- Michael Tausch (* 1949), Chemiker
- László Tengelyi (1954–2014), Philosoph
- Walter Thiel (1949–2019), Theoretischer Chemiker
- Norbert Thomas (* 1947), Künstler
- Tatjana Tönsmeyer (* 1968), Historikerin
- Martin Topel (* 1962), Designer
- Gert Trauernicht (* 1965), Designer
- Peter Trawny (* 1964), Philosoph
- Heinz-Reiner Treichel (* 1953), Betriebswirt
- Klaus Türk (1944–2023), Soziologe

#### U
- Peter Ulrich (* 1948), Wirtschaftswissenschaftler

#### V
- Dieter Vieweger (* 1958), Theologe und Archäologe
- Petra Winzer (* 1955), Ingenieurin und Arbeitswissenschaftlerin
- Heinz Velten (1935–2015), Maler und Grafiker
- Ludgera Vogt (* 1962), Soziologin
- Bernd-Jürgen Vorath, Professor für Sicherheitstechnik/Konstruktion

#### W
- Günther Wachtler (* 1944), Soziologe
- Renate Wald (1922–2004), Professorin für Soziologie von 1974 bis 1987
- Gerrit Walther (* 1959), Professor für Geschichte der Frühen Neuzeit
- Bernhard Walz (1939–2009), Bauingenieur
- Dietrich Weber (1935–2008), Literaturwissenschaftler
- Hans Weber (1925–2017), Anglist
- Karl-Wilhelm Weeber (* 1950), Altertumswissenschaftler und Altphilologe
- Gesine Weinmiller (* 1963), Architektin
- Bernhard Weisgerber (1929–2013), Sprachwissenschaftler und Sprachdidaktiker
- Paul J. J. Welfens (1957–2022), Wirtschaftswissenschaftler
- Frank R. Werner (* 1944), Architekturhistoriker
- Heinz-Erich Wichmann (* 1946), Epidemiologe
- Rainer K. Wick (* 1944), Kunstwissenschaftler, Professor für Kunst- und Kulturpädagogik i. R.
- Günter Wohlfart (* 1943), Philosoph i. R.
- Brigitte Wolf (* 1951), Designtheorie, Industrial Design

#### Z
- Gerda Zellentin (1934–2022), Politikwissenschaftlerin
- Carsten Zündorf (* 1968), Kirchenmusiker

### Bekannte Absolventen und Wissenschaftliche Mitarbeiter
(Auswahl)

#### A
- Levent Aktoprak (* 1959), Schriftsteller, Hörfunk- und Fernsehjournalist
- Volker Anding (* 1950), Regisseur und Multimediakünstler
- Detlev Arens (* 1948), Autor und Journalist
- Klaus Arntz (* 1963), Psychologe und Theologe

#### B
- Holger Bär (* 1962), Maler
- Karl-Adolf Bauer (* 1937), evangelischer Theologe
- Jost Baum (* 1954), Lektor und Autor
- Erich Behrendt (* 1957), Sozial- und Kommunikationswissenschaftler
- Peter Beicken (* 1943), Germanist und Lyriker
- Hans Benninghaus (1935–2007), Soziologe
- Diethelm Blecking (* 1948), Sportwissenschaftler, Historiker, Autor und Journalist
- Lothar Bluhm (* 1958), Germanist und Kulturwissenschaftler
- Gerd Blum (* 1965), Kunsthistoriker
- Victor Bonato (1934–2019), Künstler
- Michael van den Bogaard (* 1974), Fotograf
- Gunhild Böth (* 1952), Politikerin
- Lennart Brede (* 1975), Ex-Rapper, Regisseur und Photograph
- Werner Bruns (* 1954), Sozialwissenschaftler und Autor

#### C
- Gerd-Bodo von Carlsburg (* 1942), Erziehungswissenschaftler
- Harald Clahsen (* 1955), Psycholinguist
- Hans-Dieter Clauser (* 1950), Politiker
- Uwe Claussen (1945–2008), Humangenetiker
- Petra Crone (* 1950), Politikerin

#### D
- Frank Diersch (* 1965), Zeichner und Maler
- Helmut Dosch (* 1955), Physiker
- Ute Dreckmann (* 1950), Politikerin

#### E
- Martin Endreß (* 1960), Soziologe
- Johannes Engels (* 1959), Althistoriker

#### F
- Manfred Fischedick (* 1964), Energie- und Klimaforscher
- Veronika Fischer (* 1951), Wirtschaftswissenschaftlerin und Erziehungswissenschaftlerin

#### G
- Joachim Giesel (* 1940), Fotograf
- Friedrich Wilhelm Graf (* 1948), evangelischer Theologe
- Annette Groth (* 1954), Politikerin

#### H
- Christa Hackenesch (1953–2008), Philosophin
- Christof Hamann (* 1966), Schriftsteller
- Jürgen Handke (* 1954), Anglist
- Wolfgang E. Heinrichs (* 1956), Historiker und Theologe
- Theodor Hettinger (1922–1994), Arzt
- Irene Hinrichsen (1947–2012), Diplomatin
- Gabriele Henkel (1931–2017), Kunstsammlerin, Kunstmäzenin, Autorin und Künstlerin
- Klaus Hesse (* 1954), Grafiker
- Sabrina Heuer-Diakow (* 1979), Sprecherin und Moderatorin
- Guido Hitze (* 1967), Historiker und Politologe
- Andrea Hold-Ferneck (* 1963), Fotokünstlerin
- Achim Hölter (* 1960), Universitätsprofessor für Vergleichende Literaturwissenschaft
- Klaus Honnef (* 1939), Kunsthistoriker, Kurator und Kunstkritiker
- Heinz Günter Holtappels (* 1954), Wissenschaftler für Schul- und Schulentwicklungsforschung

#### I
- Bernd Irlenborn (* 1963), Philosoph

#### J
- Wieland Jäger (* 1944), Soziologe
- Traugott Jähnichen (* 1959), Theologe, Professor für Systematische Theologie
- Monika Jungbauer-Gans (* 1963), Soziologin

#### K
- Bernhard Kasperek (* 1952), Politiker
- Gudrun Kemsa (* 1961), Fotografin
- Ina Kersten (* 1946), Mathematikerin
- Marcel Klett (* 1970), Dramaturg
- Reiner Klewen (1956–2010), Zoologe
- Reinhard Kreissl (* 1952), Soziologe
- Johann Kreuzer (* 1954), Philosoph
- Volker Kutscher (* 1962), Journalist und Schriftsteller

#### L
- Oliver Ligneth-Dahm (* 1974), Schriftsteller
- Andrea Liesner (* 1967), Hochschullehrerin für Erziehungswissenschaft
- Rolf Löckmann (* 1942), Fotograf und Denkmalschützer
- Wolf-Rainer Lowack (* 1956), BASF-Personalmanager, Geschäftsführer der Metropolregion Rhein-Neckar GmbH

#### M
- Ram Adhar Mall (* 1937), Philosoph
- Jürgen Mansel (1955–2012), Soziologe und Erziehungswissenschaftler
- Kai-Uwe Marten (* 1962), Wirtschaftswissenschaftler
- Friedhelm Marx (* 1963), Germanist
- Helmut Merklein (1940–1999), katholischer Theologe und Exeget
- Stephan Merten (* 1956), Sprachwissenschaftler und Sprachdidaktiker
- Eckhard Meyer-Zwiffelhoffer (* 1955), Althistoriker
- Robert Moody (* 1941), Mathematiker
- Bernd H. Mühlbauer, Ökonom

#### N
- Lukas Nattmann (* 1992), Schwimmer, Chemiker
- Dietmar Neutatz (* 1964), Historiker
- Günther Nonnenmacher (1948–2025), Politikwissenschaftler und Mitherausgeber der Frankfurter Allgemeinen Zeitung (FAZ)
- Stefan Nowak (* 1967), Grafikdesigner und Ausstellungsgestalter

#### O
- Christian Oelemann (* 1958), Schriftsteller
- Peter Lothar Oesterreich (* 1954), Rhetoriker, Professor für Philosophie

#### P
- Werner Paulussen (* 1960), Industriedesigner
- Daniel F. Pinnow (* 1962), Manager und Personalentwickler
- Sebastian Plate (* 1979), Fußballspieler
- Georg A. Poensgen (* 1964), Architekt
- Achim Preiß (* 1956), Kunsthistoriker, Kurator, Maler
- Iris Preuß-Buchholz (* 1957), Politikerin
- Prezident (* 1984), Rapper
- Reinhard Pfriem (* 1949), Wirtschaftswissenschaftler
- Edda Pulst (* 1960), Wirtschaftsinformatikerin

#### R
- Jürgen Rauen (* 1947), Unternehmer
- Cyrus Rahbar (* 1971), Schauspieler
- Hans Ulrich Reck (* 1953), Kunsthistoriker
- Hans-Peter Riel (1943–2008), Journalist
- Bernd Rüschoff, Anglist und Linguist
- Matthias Ruschke (* 1982), Schauspieler und ehemaliges Kindermodell

#### S
- Farid Sadek (* 1983), Basketballspieler
- Patrick Salmen (* 1985), Autor, Slam-Poet und Kabarettist
- Peter Schallenberg (* 1963), römisch-katholischer Theologe
- Hermann-Josef Scheidgen (* 1957), Theologe und Historiker
- Stephan Schmidt-Wulffen (* 1951), Kunsttheoretiker, Rektor der Akademie der bildenden Künste Wien
- Kurt W. Schönherr (1931–2013), Volkswirt und Pädagoge
- Christian Schumacher (* 1964), Regisseur und Drehbuchautor
- Meinolf Schumacher (* 1954), Literaturwissenschaftler, Germanist und Mediävist
- Heinz Schütte (1923–2007), Theologe, Professor für Systematische Theologie
- Peter Schwenkmezger (1946–2018), Psychologe
- Jeannot Simmen (* 1946), Autor und Kurator
- Christoph Spengler (* 1969), Kirchenmusiker
- Heike Sperling (* 1965), Designerin
- Olivia Spiker (geb. Luczak) (* 1981), Sicherheitsingenieurin, mehrfache deutsche und polnische Boxmeisterin
- René Spitz (* 1968), Designkritiker und Markenberater
- Martina Stangel-Meseke (* 1963), Psychologin und Hochschuldozentin
- Peter Friedrich Stephan (* 1959), Designer
- Petra Stein (* 1964), Sozialwissenschaftlerin und Hochschullehrerin
- Peter Steinacker (1943–2015), evangelischer Theologe
- Eric W. Steinhauer (* 1971), Bibliothekar und Rechtswissenschaftler
- Jan Südmersen (* 1969), Feuerwehrmann und Sachbuchautor
- Peter Süß (* 1964), Drehbuchautor

#### T
- Tang Dan (* 1975), chinesische Filmregisseurin
- Tōru Tani (* 1954), japanischer Philosoph
- Ulrich Thielemann (* 1961), Wirtschaftsethiker
- Werner Thole (* 1955), Erziehungswissenschaftler
- Michael Treier, Psychologe und Hochschuldozent

#### V
- Antonio Vera (* 1972), Professor für Betriebswirtschaftslehre an der Deutschen Hochschule der Polizei

#### W
- Josef Wieland (* 1951), Wirtschaftsethiker
- Tobias Wimbauer (* 1976), Publizist und Antiquar
- Ralf Wienand (* 1963), Kanute
- Eusebius Wirdeier (* 1950), Fotograf, Grafiker, Bildhauer und Herausgeber
- Rotraut Wisskirchen (1936–2018), Christliche Archäologin
- Christian Wolff (* 1949), evangelischer Pfarrer und Autor
- Gisbert Wüstholz (* 1948), Mathematiker

#### Z
- Thomas Zika (* 1963), Fotograf
- Hans-Joachim Zillmer (* 1950), Unternehmer und Autor
- Uwe Zink (* 1952), Dezernent
- Annett Zinsmeister (* 1967), Künstlerin, Architektin, Hochschullehrerin und Autorin
- Bernd Zipper (* 1967), Sachbuchautor sowie Berater im Druck- und Medienbereich